# Sepia elegans
Sepia elegans är en bläckfiskart som beskrevs av Henri Marie Ducrotay de Blainville 1827. Sepia elegans ingår i släktet Sepia och familjen Sepiidae. IUCN kategoriserar arten globalt som otillräckligt studerad. Inga underarter finns listade i Catalogue of Life.